# Cédric Vasseur

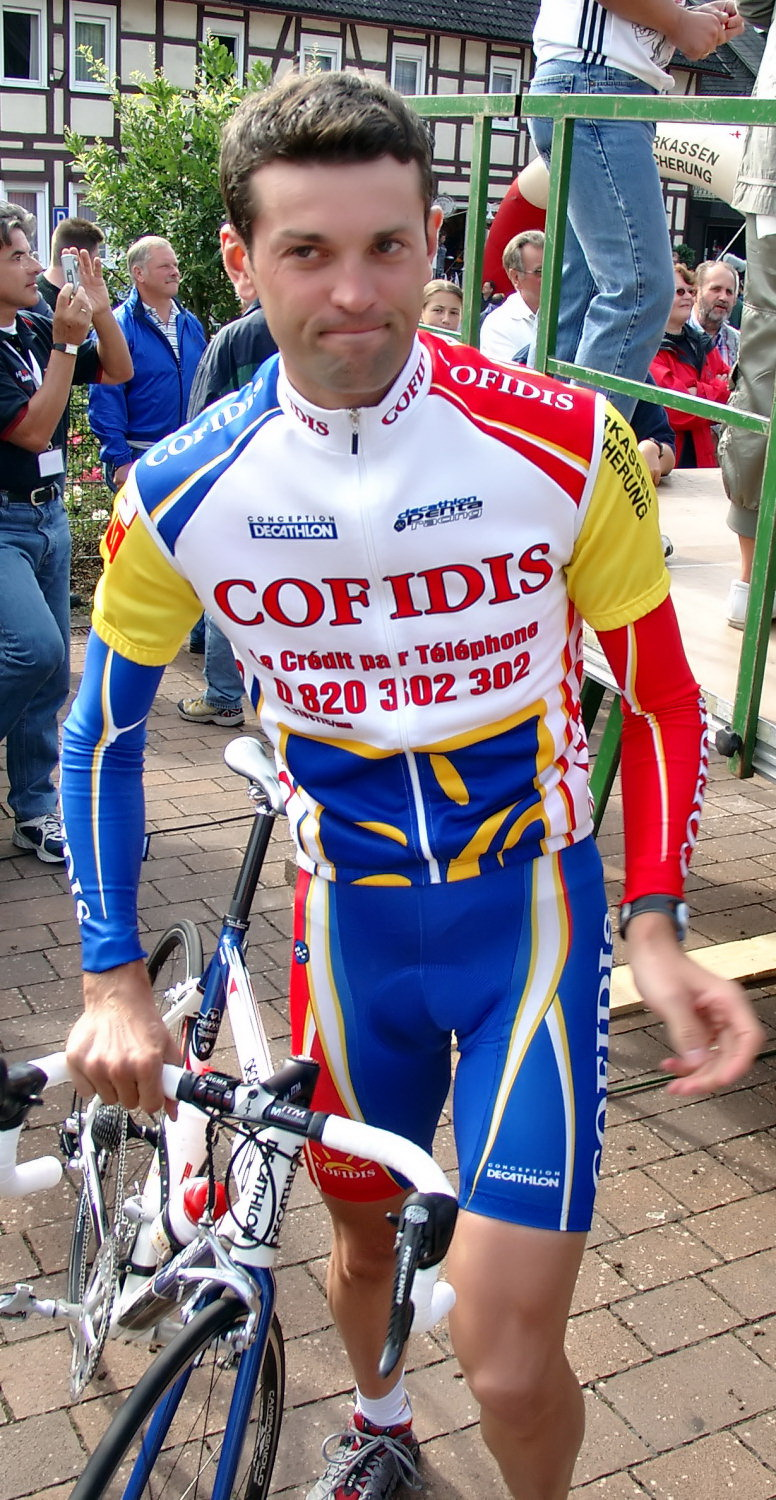
Cédric Vasseur

Cédric Vasseur (* 18. August 1970 in Hazebrouck, Département Nord) ist ein ehemaliger französischer Radrennfahrer und späterer Präsident des Radprofiverbands Cyclistes Professionnels Associés.
Sein Vater Alain Vasseur und sein Onkel Sylvain Vasseur waren ebenfalls Radprofis.

## Karriere
Als Amateur konnte er mit Etappensiegen bei der Rheinland-Pfalz-Rundfahrt (sowie dem Gesamtsieg bei der Rundfahrt) und der Tour de l’Avenir bereits auf sich aufmerksam machen. Cédric Vasseur begann seine Profi-Laufbahn 1995 beim Team Novemail. Im darauffolgenden Jahr wechselte er zu Gan, das später Crédit Agricole hieß. Für dieses Team erzielte Vasseur mit dem Sieg auf der fünften Etappe der Tour de France 1997 nach einer Alleinfahrt von 147 Kilometer seinen größten Erfolg und übernahm als Führender im Gesamtklassement das Gelbe Trikot fünf Tage. Erst auf der zehnten Etappe verlor er es an den späteren Gesamtsieger Jan Ullrich.
2000 wechselte er zum US Postal Service Pro Cycling Team als einer der Helfer für Lance Armstrong bei dessen Tour de France 2000-Sieg. Nachdem er von seinem Team nicht zur Tour de France 2001 nominiert wurde und angeblich persönliche Differenzen über die Verteilung von Preisgeldern zwischen ihm und Lance Armstrong bestanden, wechselte er 2002 zum Team Cofidis.
Im Januar 2004 wurden im Zuge der Cofidis-Affäre in einer Haarprobe von Vasseur Rückstände von Kokain gefunden. Er wurde von seiner Mannschaft Cofidis suspendiert. Die B-Probe fiel zwar negativ aus, gleichwohl wurde Vasseur nicht zur Tour de France 2004 zugelassen. Ein Ermittlungsverfahren der französischen Strafverfolgungsbehörden wurde im Herbst 2004 eingestellt; 2005 konnte Vasseur zum siebten Mal an der Tour de France teilnehmen. Es erwies sich, dass die Haarprobe, mit der dem Fahrer Kokain-Konsum nachgewiesen wurde, nicht von ihm stammte, und es tauchten unter belastenden Vernehmungsprotokollen gefälschte Unterschriften auf. Die Staatsanwaltschaft ermittelte in Polizeikreisen: Im Mai 2006 wurde ein Polizist zu zehn Monaten Gefängnis auf Bewährung verurteilt wegen Fälschung der Unterschriften, zudem musste er 10 000 Euro an Vasseur bezahlen.
Bei der Tour de France 2007 gewann er für das Team Quick Step-Innergetic in Marseille die 10. Etappe im Sprint einer fünfköpfigen Ausreißergruppe. Am Ende der Saison 2007 beendete Vasseur seine Radsport-Laufbahn, in deren Verlauf er zehnmal bei der Tour gestartet war und als beste Platzierung 1998 Rang 24 belegte.
Nach seiner Karriere als Radrennfahrer wurde er im Oktober 2007 als Nachfolger von Francesco Moser Präsident der Cyclistes Professionnels Associés und Fahrervertreter im ProTour-Council der Union Cycliste Internationale. Von diesen Funktionen trat er im November 2009 zurück.

## Erfolge
1994
Gesamtwertung  Rheinland-Pfalz-Rundfahrt
1996
eine Etappe Midi Libre
1997
eine Etappe Tour de France
1999
eine Etappe Circuit Cycliste Sarthe
2002
Grand Prix d’Isbergues
2003
eine Etappe Critérium du Dauphiné Libéré
eine Etappe Tour du Limousin
Gesamtwertung und eine Etappe Hessen-Rundfahrt
Gesamtwertung und eine Etappe Paris–Corrèze
2004
eine Etappe Tour de l’Ain
eine Etappe Tour du Limousin
2007
eine Etappe Tour de France

## Grand-Tour-Platzierungen
| Grand Tour            | 1996 | 1997 | 1998 | 1999 | 2000 | 2001 | 2002 | 2003 | 2004 | 2005 | 2006 | 2007 |
| --------------------- | ---- | ---- | ---- | ---- | ---- | ---- | ---- | ---- | ---- | ---- | ---- | ---- |
| Giro d’ItaliaGiro     | –    | –    | –    | –    | –    | –    | –    | –    | –    | 54   | –    | –    |
| Tour de FranceTour    | 69   | 40   | 24   | 83   | 52   | –    | 55   | 97   | –    | 44   | 95   | 55   |
| Vuelta a EspañaVuelta | –    | –    | –    | –    | –    | –    | –    | –    | 39   | –    | –    | –    |

## Teams
- 1995 Novemail-Histor-Laser Computer
- 1996–1999 GAN / Crédit Agricole
- 2000–2001 US Postal Service
- 2002–2005 Cofidis
- 2006–2007 Quick Step-Innergetic